# Associação Brasileira de Antropologia
A Associação Brasileira de Antropologia (ABA) é a mais antiga associação científica existente no Brasil na área das Ciências Sociais. Ocupa um papel de destaque na condução de questões relacionadas às políticas públicas referentes à educação, à ação social e à defesa dos direitos humanos, tendo sido voz atuante em defesa das minorias étnicas, dos discriminados e posicionando-se contra as injustiças sociais.
A ABA foi fundada em julho de 1955, mas uma reunião brasileira de Antropologia já estava sendo planejada desde o início do ano de 1948, quando uma comissão integrada por Álvaro Fróis da Fonseca, Edgar Roquette-Pinto, Arthur Ramos e Heloisa Alberto Torres, planejou o "Primeiro Congresso Brasileiro de Antropologia".